# Zaplous baracutey
Zaplous baracutey är en skalbaggsart som beskrevs av Fernando de Zayas 1975. Zaplous baracutey ingår i släktet Zaplous och familjen långhorningar.
Artens utbredningsområde är Kuba. Inga underarter finns listade i Catalogue of Life.